# Santamenes novarae
Santamenes novarae är en stekelart som först beskrevs av Henri Saussure 1867.  Santamenes novarae ingår i släktet Santamenes och familjen Eumenidae. Inga underarter finns listade i Catalogue of Life.